# Festival del Bulevar de los jóvenes músicos
El Festival Bulevar para jóvenes músicos, dicho L’Boulevard, es un Festival de música urbana competitiva, que se organiza en Casablanca (Marruecos). Permite a nuevas formaciones musicales darse conocer al público a través de una competición. El bulevar también se ha convertido en una de las principales manifestaciones del nombrado  ‘’movimiento Nayda’’. Este festival se considera el más importante festival de músicas actuales en África y en el mundo árabe.

## Historia
Creado en 1999 por Mohamed “Momo” Merhari (músico y director de teatro) y su amigo, Hicham Bahou, que con pocos recursos de sonido, luces y decoración, han dado a conocer numerosas e importantes estrellas de la escena musical marroquí, como H-Kaine, Fnäire o Don Bigg. Este acontecimiento se concibió inicialmente como un concurso para consagrar a la mejor formación musical en su categoría. Al paso de los años, esta manifestación se ha desarrollado y convertido en una referencia muy importante.

## Gestión de los Festivales
Es la asociación, sin ánimo de lucro, L'Association EAC-l'Boulvart la que se dedica ha organizar el festival y a la promoción y desarrollo de las músicas actuales y la cultura urbana de Marruecos. Organiza actividades para descubrir y ayudar a los jóvenes músicos alternativos marroquíes, para la organización de conciertos, formación, talleres, encuentros y festivales. En junio del 2009, "Momo", recibía una donación de la Corona por valor de 2 millones de dirhams (unos 190.000 €uros), para poder continuar con el Festival. Esta donación fue entregada por el propio Rey del Marruecos. También organiza un Festival de Cine Joven que se denomina Boulevardoc Music Film Festival, que se celebra irregularmente. Durante el 2014 se ha celebrado del 12 al 19 de abril, pero desde 2010 que no se celebraba.
En 2010 la asociación creó el Boultek, el primer centro de músicas actuales de Marruecos, que se celebra sus talleres en el mes de mayo. La próxima edición se celebrará del 21 al 14 de mayo de 2014.
La programación del Festival Bulevar incluye grupos en competición y también grupos jóvenes invitados que participaron en las ediciones anteriores, así como grandes formaciones nacionales o internacionales que aportan con su contribución al desarrollo de la joven escena musical marroquí. En la Edición 2013 actuaron, entre otros: Rachid Taha, The Herbaliser, Bob Maghrib, Barry, Sisimo. Libro de la Edición 2013.
Por problemas de falta de financiación, a pesar de la donación de la Corona, este festival no se pudo celebrar sus ediciones de 2011 y 2012.

## Espacios del Festival
Anteriormente, los conciertos se hacían en la Sala de la FOL (Federación de Obras Laicas de Casablanca), pero, desde la edición 2006, los conciertos se hacen a lugares especialmente adaptados:
- El estadio de la RUC (Racing Universitaire de Casablanca - estadio de Rugby)
- El estadio Olímpico de Casablanca
- El antiguo matadero de Casablanca